# Città di Whitehorse
La città di Whitehorse è una Local Government Area che si trova nello Stato di Victoria. Essa si estende su una superficie di 64 chilometri quadrati e ha una popolazione di 151.334 abitanti. La sede del consiglio si trova a Nunawading.